# 994
994 (CMXCIV) je bilo navadno leto, ki se je po julijanskem koledarju začelo na ponedeljek.

## Dogodki
- Norvežani in Danci oblegajo London.

## Rojstva
- 7. november - Ibn Hazm, španski islamski filozof († 1064)

Neznan datum
- Alfonso V., kralj Leona in Galicije († 1028)

## Smrti
- 10. julij - Leopold I., avstrijski mejni grof (* okoli 940)